# Бад Пауел
Ерл Рудолф Пауел (енгл. Earl Rudolph Powell; Њујорк, 27. септембар 1924 — Њујорк, 31. јул 1966), познатији као Бад Пауел (енгл. Bud Powell), био је амерички џез пијаниста. Он је први адаптирао би-бап стил за клавир и увео хармоније француских импресионистичких композитора у џез. Буд Пауел се у почетку одликовао брзином и техником, која му се педесетих нагло погоршала након што га је полиција претукла.